# 1921 Pala
1921 Pala este un asteroid din centura principală, descoperit pe 20 septembrie 1973 de Tom Gehrels.